# Paul Antin
Pour les articles homonymes, voir Antin (homonymie).
Antoine Paul Victor Antin, né à Bordeaux le 14 avril 1863 et mort à Arès le 8 avril 1930, est un peintre français. Il réalise des portraits, des paysages, des sujets religieux et mythologiques et peint des mineurs belges à la suite de nombreux séjours qu'il effectue en Belgique. 

## Biographie

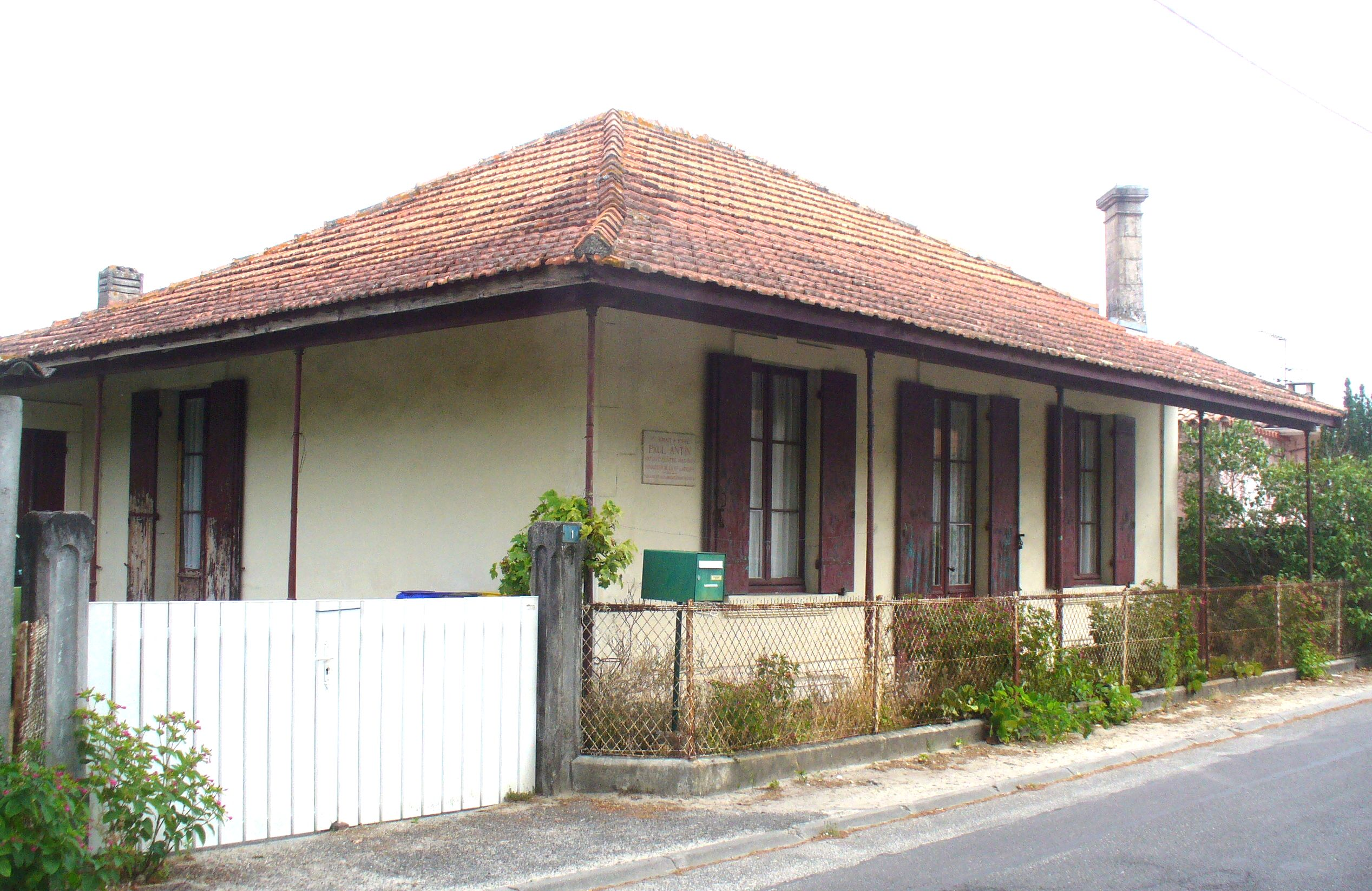
La maison de Paul Antin à Arès.

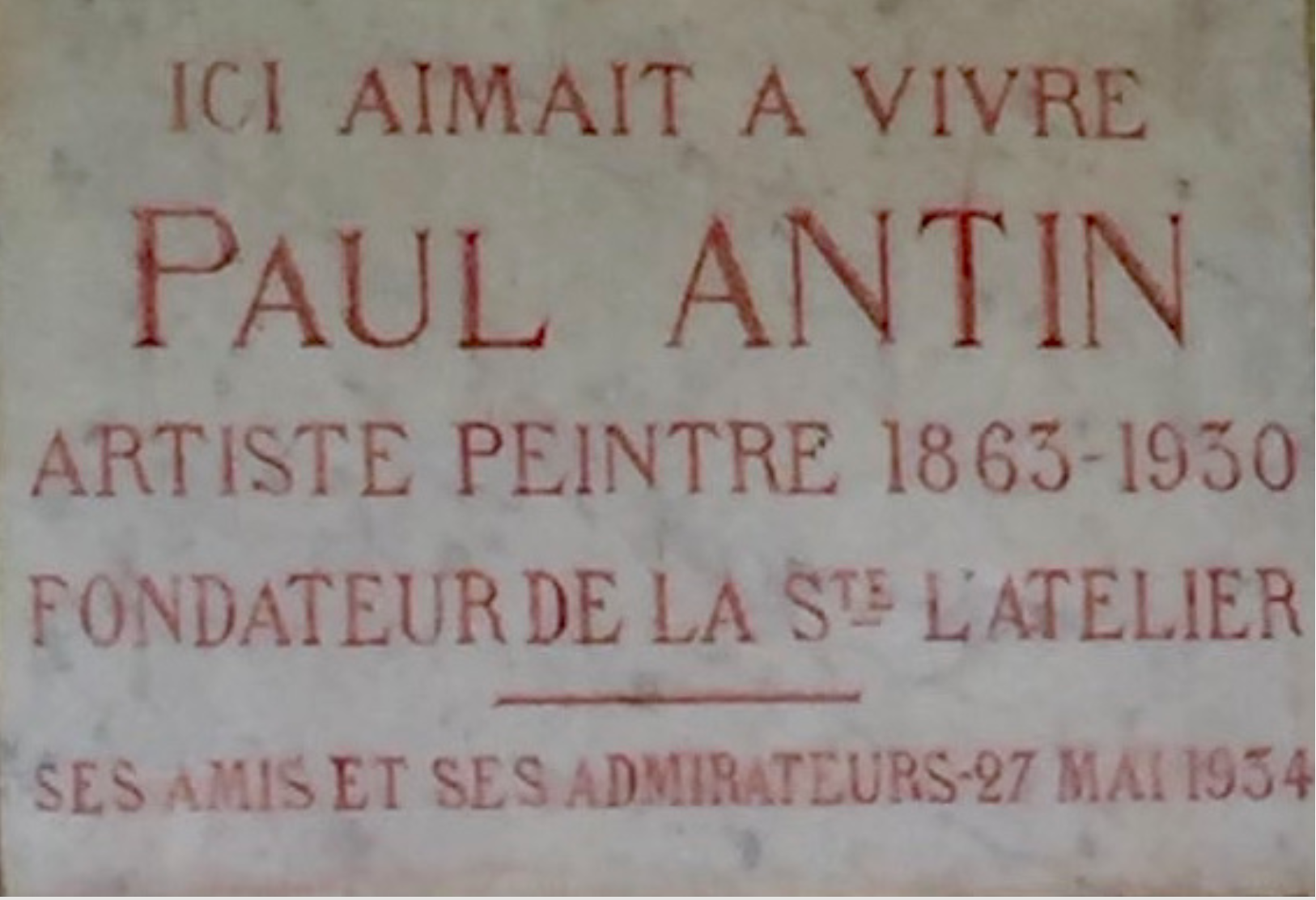
La plaque apposée sur le mur de sa villa d'Arès.

Paul Antin naît à Bordeaux, le 14 avril 1863, du mariage de Pierre Antin, entrepreneur en bâtiment, et d' Anne Rosalie Venot, fille de négociant. 
À 14 ans, il entre à École des beaux-arts de Bordeaux, où il est l'élève de Louis-Augustin Auguin et Albéric Dupuy. Il obtient un premier prix en 1885 avec La flagellation de notre seigneur Jésus Christ suivant l’évangile selon saint Marc. Cela lui permet d'obtenir une bourse de la ville de Bordeaux et ainsi d'intègrer l'école des Beaux-Arts de Paris où il a comme maître William Bouguereau et Tony Robert-Fleury.
En 1904, après la mort de son épouse en 1900, il revient s'installer à Bordeaux, où il ouvre un premier atelier, en 1906, puis, en 1907, il déménage dans un second atelier. 
il expose au Salon des artistes français à partir de 1897 et obtient en 1926 la médaille d'or.
À l’église Saint-Nicolas de Bordeaux, il peint quatre anges sur toile marouflée qui encadrent le chœur,.
Le musée d'Archéologie et d'Histoire locale de Denain conserve un Mineur de dos, une huile sur toile datée vers 1908.

## Hommage
À Bordeaux, l'école maternelle qui porte son nom est sise au no 3 de la rue qui porte également son nom.

## Distinctions
Paul Antin est nommé chevalier de l'ordre national de la Légion d'honneur le 28 décembre 1918.